# علم الجمهورية السورية الأولى
علم استقلال سوريا أو علم الجمهورية السورية الأولى والذي تسمّيه هيئات المُعارضة السورية منذ 2011 بـ علم المعارضة السورية أو علم الثورة السورية، هو العلم الذي كان مستخدمًا في عهد الجمهورية السورية الأولى التي قامت بعد استقلال سوريا عن الانتداب الفرنسي، قبل قيام الجمهورية العربية المتحدة، وفي الفترة ما بين انقلاب الانفصال (1961) وانقلاب حزب البعث (1963). وفي مرحلة الانتفاضة المدنية من الحرب الأهلية السورية أصبح يستخدم على نطاق واسع بين المتظاهرين باعتباره «علم الثورة»، ولقد تبناه رسميًا الائتلاف السوري المُعارض ومسلّحي الجيش السوري الحر، كما يتم استخدامه كذلك من قبل الحكومة السورية المؤقتة التي شكّلتها المعارضة الخارجية.

## تاريخ
رفع العلم لأول مرة بشكل رسمي في دمشق في 11 يونيو في عام 1932، إلا أنه كان قد رفع سابقاً في حلب في 1 يناير من عام 1932. في حين يعتقد البعض أنه رفع لأول مرة في دمشق في 12 يونيو من العام 1932. واعتمد كعلم رسمي للبلاد عندما نالت سوريا استقلالها في 17 أبريل عام 1946.
أصبح العلم يشكل رمزاً للسوريين بعيد تراجع فرنسا عن موافقتها على مغادرة البلاد، بسبب اندلاع الحرب العالمية الثانية. تم استخدام علم الاستقلال حتّى قيام الجمهورية العربية المتحدة، إثر إعلان الوحدة بين سوريا ومصر في عام 1958.حيث اعتُمد علم الجمهورية العربية المتحدة أو ما عُرف لاحقاً بـ«علم الوحدة» وبقي «علم الوحدة» مستخدماً حتى انهيار الجمهورية العربية المتحدة في 28 سبتمبر 1961، ليعاد استخدام العلم القديم السوري في محاولة للتخلص من بقايا كيان جمهورية الوحدة الذي كان قد انهار.

## الدلالات
ويعتبر اللون الأخضر في العلم تمثيلاً للخلافة الراشدة، أما الأبيض فيمثل الدولة الأموية، أما اللون الأسود فيرمز للدولة العباسية. أما النجوم الحمراء الثلاث فكانت في أصلها تمثل ثلاث مناطق في سوريا وهي حلب ودمشق ودير الزور. في عام 1936 ضُمّت دولة جبل العلويين ودولة جبل الدروز إلى سوريا، حيث تغيرت معاني النجوم الثلاث، فأصحبت النجمة الأولى تمثّل كل من حلب ودمشق ودير الزور، أما النجمة الثانية تمثل جبل الدروز، والنجمة الثالثة تمثل جبال اللاذقية.